# 台中市公車357路
台中市公車357路目前行駛自台中國際機場至中台新村，由台中客運營運。主要行駛於東大路、安和路、忠勇路、福科路。

## 歷史
- 2012年1月1日：移撥為台中市公車147路，由台中客運營運，原為公路客運6147路，每日共6班車次。
- 2013年2月1日：每日增班至16班。
- 2013年6月1日：原華山路段改行駛華南路－育英路－平和東路－沙田路二段，原「鞋美公司」站取消。 [1]
- 2014年7月28日：調整為BRT接駁公車藍11路（大肚火車站－嶺東科技大學）。
- 2015年5月1日：增停「安和協和北巷口」、「福科福雅路口」，並取消「福科福康路口」。[2]
- 2015年7月8日：配合優化公車專用道上路，藍11路恢復原147路（台中火車站－坪頂－大肚火車站）路段，並改號為325路。原台中榮總－嶺東科技大學之區間改為357路。[3]
- 2015年8月31日：調整發車時刻（所有班次提早20分發車）。[4]
- 2015年9月1日：「安和協和北巷口」站更名為「安和協和北巷口（賴祖厝）」。[5]
- 2015年9月16日：調整發車時刻（單向9班→8班）。[6]
- 2016年4月30日：由捷順交通接駛，接駛後調整發車時刻、行駛區間不變。[7]
- 2017年4月1日：由嶺東科技大學端延駛至「嶺東科大第二校區（同安西巷）」，延駛後將嶺東科技大學（永春南路）裁撤，並調整發車時刻。[8]
- 2018年11月9日：原「嶺東科大第二校區(同安西巷)」延駛至「中台新村」，新增停靠「嶺東科大第二校區(中台路)」、「復興電台」、「中台溫泉路口」，並調整發車時刻。
- 2023年12月16日：由台中客運代駛，自69繞路併入後起訖點變更為「臺中國際機場-中台新村」，並調整發車時刻，並取消停靠「福華/裕元」。[9]
- 2024年1月29日：由台中客運接駛，並調整發車時刻。
- 2024年6月10日：調整發車時刻。[10]

## 路線基本資料
自台中國際機場起，沿中航路、中清路、東大路、福安路、台灣大道、安和路、忠勇路、永春南路、嶺東路、建功路、同安西巷、中台路到中台新村。

### 時刻表
- 請以台中客運網站公告為準。
- 時刻表更新時間為2025年3月1日。

| 中台新村開時刻 | 中台新村開備註 | 台中國際機場開時刻 | 台中國際機場開備註 |
| 06:40          | -              | 06:10              | -                  |
| 07:20          | -              | 07:45              | -                  |
| 09:00          | -              | 08:30              | -                  |
| 09:40          | -              | 10:00              | -                  |
| 12:00          | -              | 12:00              | -                  |
| 13:10          | -              | 13:10              | -                  |
| 14:20          | -              | 14:20              | -                  |
| 15:30          | -              | 15:30              | -                  |
| 16:40          | -              | 16:40              | -                  |
| 17:50          | -              | 17:50              | -                  |

| 中台新村開時刻 | 中台新村開備註 | 台中國際機場開時刻 | 台中國際機場開備註 |
| 07:40          | -              | 06:30              | -                  |
| 10:00          | -              | 08:50              | -                  |
| 13:10          | -              | 12:00              | -                  |
| 15:30          | -              | 14:20              | -                  |
| 17:50          | -              | 16:40              | -                  |

### 停站
參見右側站牌路線圖。